# 2011年度TVB8金曲榜頒獎典禮得獎名單
2011年度TVB8金曲榜頒獎典禮，於2011年12月18日晚上假香港將軍澳電視廣播城舉行，本年頒發16項獎項，共33個獎項。

## 得獎名單

### TVB8金曲榜金曲獎
- 最後情人 - 容祖兒
- 錯過了地址 - 王菀之
- 四度空間 - Lollipop F
- 相反的我 - 張芸京
- 3650 - Twins
- 同桌的你 - RubberBand
- 剩下的幸福 - 泳　兒
- 讓我愛你一小時 - 林　峯
- 一念之間 - 黃貫中
- 青空 - 何韻詩

### TVB8金曲榜最佳合唱歌曲獎
- 傻瓜 - 洪卓立、鍾舒漫

### TVB8金曲榜最佳音樂錄影帶演繹獎
- 孤兒淚 - 劉德華

### TVB8金曲榜全球觀眾最愛粵語歌曲獎
- Chok - 林　峯
- 13點 - 容祖兒
- 末日 - 王菀之

### TVB8金曲榜最佳作曲獎
- 如果有如果 - 官　錠、阿　福

### TVB8金曲榜最佳作詞獎
- 這樣愛你好可怕 - 林　夕

### TVB8金曲榜最佳編曲獎
- 同桌的你 - RubberBand

### TVB8金曲榜最佳歌曲監製獎
- 愛‧不再 - 陳奐仁 for The Invisible Men

### TVB8金曲榜最佳新人獎
- 金獎：林欣彤
- 銀獎：阿　福
- 銅獎：鍾舒祺

### TVB8金曲榜最佳唱作歌手獎
- 金獎：信
- 銀獎：王菀之
- 銅獎：何維健

### TVB8金曲榜最佳組合獎
- 金獎：Twins
- 銀獎：Lollipop F
- 銅獎：M.I.C.男團

### TVB8金曲榜內地觀眾最愛男歌手獎
- 林　峯

### TVB8金曲榜內地觀眾最愛女歌手獎
- 張芸京

### TVB8金曲榜最受歡迎男歌手獎
- 林　峯

### TVB8金曲榜最受歡迎女歌手獎
- 容祖兒

### TVB8金曲榜金曲金獎
- 相反的我 - 張芸京

## 播放媒體
是次頒獎典禮會由電視廣播有限公司（無綫電視）旗下頻道播放，包括，
- 香港：TVB8（直播）、翡翠台（轉播）
- 澳門：TVB8（直播）
- 中国：TVB8（直播）
- 越南：TVB8（直播）
- 新加坡：TVB8（直播）
- ：TVB8（直播）
- 美国：TVB8（轉播）

## 外部連結
- 2011年度TVB8金曲榜頒獎典禮 官方網站（页面存档备份，存于）